# Agapetus tamrangensis
Agapetus tamrangensis là một loài Trichoptera trong họ Glossosomatidae. Chúng phân bố ở miền Cổ bắc.